# Selectfluor
1-クロロメチル-4-フルオロ-1,4-ジアゾニアビシクロ[2.2.2]オクタン ビス(テトラフルオロボラート)あるいはSelectfluor（セレクトフルオル、Air Products and Chemicalsの商標）は、フッ素ドナーとして用いられる化学試薬である、本化合物は複素環式化合物DABCOの誘導体である。この無色の塩はEric Banks（マンチェスター工科大学）らによって1992年に初めて報告され、求電子的フッ素化の分野において有機フッ素化学での使用のため市販されている。

## 調製
Selectfluor試薬は市販されている。ジクロロメタン中での1,4-ジアザビシクロ[2.2.2]オクタン (DABCO) のアルキル化と、テトラフルオロホウ酸ナトリウムによるイオン交換（対イオンの塩化物イオンをテトラフルオロホウ酸イオンで置換する）によって合成される。最後に、この塩を元素状フッ素とテトラフルオロホウ酸ナトリウムで処理する。

## 応用
従来の「求電子的フッ素」、すなわち超求電子剤F+の等価体は、取り扱いに特殊な装置を必要とする気体状フッ素である。Selectfluor試薬は塩であり、使用にありふれた方法しか必要としない。F2のように、この塩はF+の等価体となる。
Selectfluorは主に有機フッ素化合物の合成に用いられる。

### 特殊な応用例
Selectfluor試薬は強力な酸化剤としても働く。酸化剤は有機化学における反応で有用である。

## 特許
- US 5459267 "1-substituted-4-fluoro-1,4-diazoniabicyclo[2.2.2]octane salts and their application as fluorinating agents"
- US 55227493 "Fluorinated Sulfonamide Derivatives"
- US 5086178 "Fluorinated Diazabicycloalkane Derivatives"
- US 5473065 "Fluorinated Diazabicycloalkane Derivatives"
- US 5442084 "Method of Selective Fluorination"

## 推薦文献
1. Lal, G. S., J. Org. Chem. 1993, 58, 2791.
2. Lal, G. S., Synth. Commun. 1995, 25 (5), 725.
3. Banks, R. E.; Lawrence, N. J.; Popplewell, A. L., J. Chem. Soc., Chem. Commun. 1994, 343.
4. Banks, R. E., J. Fluorine Chem. 1998, 87, 1.
5. Zupan, M.; Iskra, J.; Stavber, S., J. Fluorine Chem., 1995, 70, 7.
6. Matthews, D.P.; Miller, S. C.; Jarvi E. T.; Sabol, J. S.; McCarthy, J. R., Tettrahedron Lett. 1993, 34 (19), 3057.
7. Brunaus, M.; Dell, C. P.; Owton, W. M., J. Fluorine Chem. 1994, 201.
8. McClinton, M. A. ; Sik, V., J. Chem. Soc., Perkin Trans. I, 1992, 1891.
9. Hodson, H. F.; Madge, D. J.; Slawin, A. N. Z.; Widdawson, D. A.; Williams, D. J., Tetrahedron, 1994, 50 (6), 1899.
10. Stavber, S.; Zupan, M., J. Chem. Soc., Chem. Commun. 1994, 149.
11. Stavber, S.; Sotler, J.; Zupan, M., Tettrahedron Lett. 1994, 35 (7), 1105.